# رودني غرين
رودني غرين (بالإنجليزية: Rodney Green)‏ (24 يونيو 1939 بهاليفاكس في المملكة المتحدة - ) هو لاعب كرة قدم بريطاني في مركز الهجوم. لعب مع برادفورد سيتي وتشارلتون أثلتيك وغريمسبي تاون ونادي غيلينغهام ونادي لوتون تاون ونادي واتفورد ونادي هاليفاكس تاون ونادي برادفورد بارك أفنيو.

## وصلات خارجية
- رودني غرين على موقع قاعدة بيانات كرة القدم.إي يو (الإنجليزية)